# Bernhard Afinger

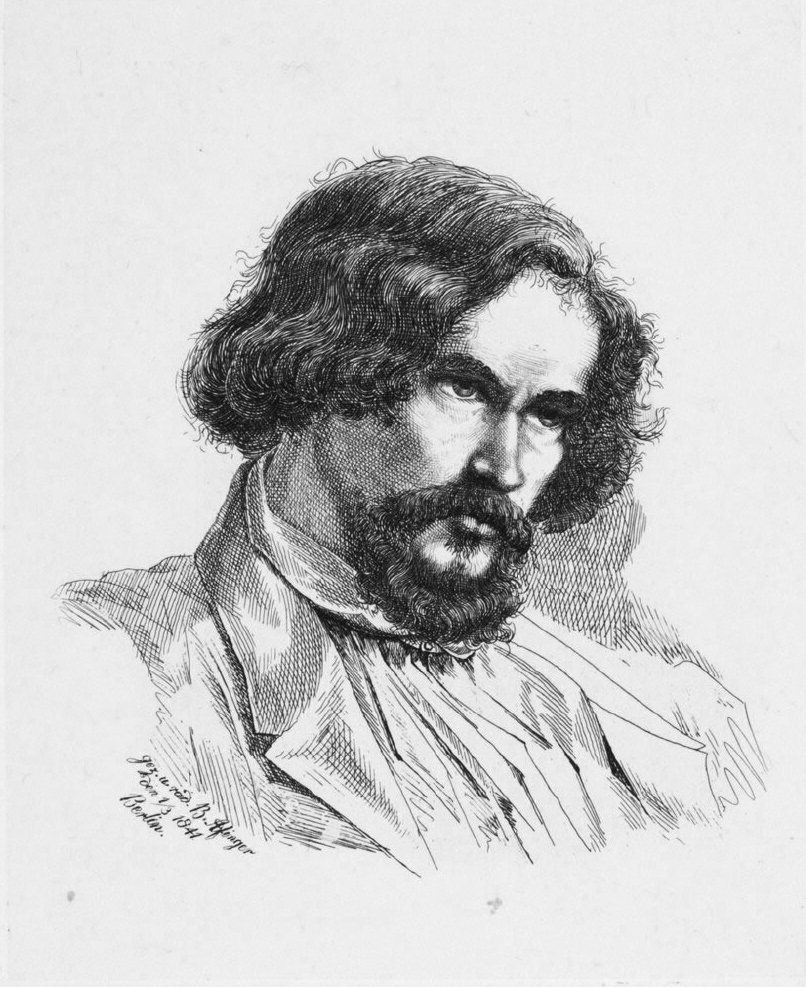
Bernhard Afinger, Selbstbildnis

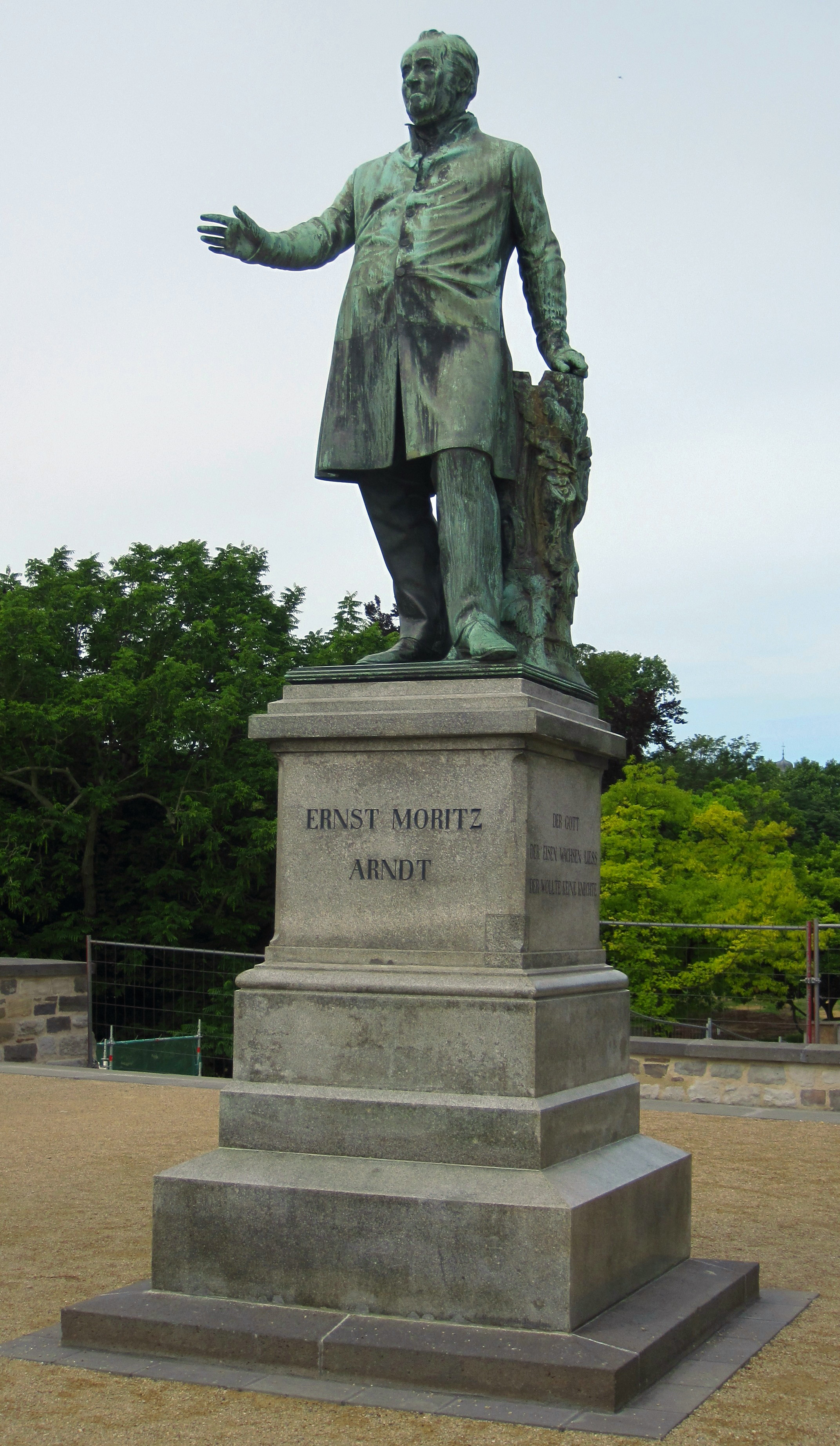
Ernst-Moritz-Arndt-Standbild in Bonn (2017)

Bernhard Afinger (* 6. Mai 1813 in Nürnberg; † 25. Dezember 1882 in Berlin) war ein deutscher Bildhauer des 19. Jahrhunderts.

## Leben
Nach einer Ausbildung zum Spengler und anschließender Wanderschaft als Geselle lernte Bernhard Afinger anlässlich des Dürerfestes im Jahr 1840 den Bildhauer Christian Daniel Rauch kennen, der ihn bewog, als sein Schüler nach Berlin zu kommen. Dort eröffnete er 1846 eine eigene Werkstatt. Im Jahr 1873 erfolgte eine Italienreise. Im Jahr 1874 wurde Bernhard Afinger Mitglied des Senats der Berliner Akademie der Künste und Professor.

### Werke
- Berlin: Rudolf-Virchow-Büste (1882) für die Pathologie der Charité
- Berlin: Medaillon des Ophthalmologen Albrecht von Graefe
- Bonn: Ernst-Moritz-Arndt-Standbild, (1864), enthüllt am 29. Juli 1865 auf dem Alten Zoll, Bronzeguss hergestellt von der Gießerei Georg Ferdinand Howaldt, Braunschweig
- Bonn: Marmorbüste des Psychiaters Christian Friedrich Nasse (1856) auf dem Alten Friedhof
- Bonn: Bronzebüste des Domkapitulars Johann Baptist Baltzer (1876) auf dem Alten Friedhof
- Bonn: Christusbrunnen (1878) mit den vier Evangelisten, heute auf dem Stiftsplatz
- Bonn: Medaillon des Fabrikanten Nis Clason (1863) auf dem Alten Friedhof
- Bonn: Medaillon für M. Henriette Clason (1862), die Frau von Nis Clason, auf dem Alten Friedhof
- Greifswald: Mitarbeit am Rubenow-Denkmal, Entwurf der vier Sitzfiguren, die die vier Fakultäten darstellen sollen
- Stettin: Ernst-Moritz-Arndt-Standbild, im Quistorppark, Zementguss-Kopie des Bonner Denkmals
- Eisenach: Fritz-Reuter-Büste (1875) für dessen Grabdenkmal
- Laasow (heute ein Ortsteil von Vetschau): Auferstehungsengel auf dem Familiengrab der Gräflichen Familie von Pourtalès, in Marmor (1857)
- Wuppertal: Marmorbüste für Wilhelm Werlé in den Barmer Anlagen (1881)
- Wuppertal: Grabdenkmal für Johann Richard Seel, Reformierter Friedhof Hochstraße (Wuppertal)
- Żagań (Polen), Statue der Dorothea von Sagan (Popiersie księżnej Doroty de Talleyrand – Perigord, Księcia Piotra von Biron, figury św. Doroty i św. Katarzyny – kościół pw. Krzyża św. w Żaganiu)
- Mohrin Kirche (Moryń, Polen), Nebenaltar mit Relief der Kreuzigungsgruppe, signiert